# Brent Abernathy
Michael Brent Abernathy, född den 23 september 1977 i Atlanta i Georgia, är en amerikansk före detta professionell basebollspelare som spelade fyra säsonger i Major League Baseball (MLB) 2001–2003 och 2005. Abernathy var andrabasman.
Abernathy tog guld för USA vid olympiska sommarspelen 2000 i Sydney.

## Karriär

### Major League Baseball
Abernathy draftades av Toronto Blue Jays 1996 som 44:e spelare totalt och året efter gjorde han proffsdebut i Blue Jays farmarklubbssystem. Under 2000 års säsong byttes han bort till Tampa Bay Devil Rays. Den 25 juni 2001 debuterade han i MLB för Devil Rays och han spelade 79 matcher den säsongen. Året efter spelade han 117 matcher, vilket skulle visa sig vara flest i karriären. Efter bara två matcher 2003 köptes han av Kansas City Royals, men han fick bara spela tio matcher för Royals under resten av säsongen. 2004 fick han aldrig chansen i MLB utan spelade hela säsongen för Cleveland Indians högsta farmarklubb Buffalo Bisons. Han gjorde comeback i MLB 2005, då han spelade 24 matcher för Minnesota Twins. De följande två säsongerna spelade han för olika farmarklubbar tillhörande Milwaukee Brewers, Philadelphia Phillies och Washington Nationals, men det blev aldrig några fler matcher i MLB. Han avslutade karriären med två säsonger i den av MLB oberoende proffsligan Atlantic League 2008–2009.
Totalt i MLB spelade Abernathy 232 matcher med ett slaggenomsnitt på 0,244, åtta homeruns och 80 RBI:s (inslagna poäng).

### Internationellt
Abernathy tog guld för USA vid olympiska sommarspelen 2000 i Sydney. Han deltog i nio matcher och hade ett slaggenomsnitt på 0,385, inga homeruns och fyra RBI:s.